# 14598 Ларрісміт
14598 Ларрісміт (14598 Larrysmith) — астероїд головного поясу, відкритий 17 вересня 1998 року.
Тіссеранів параметр щодо Юпітера — 3,699.